# Kardynałowie z nominacji Piusa IV
Papież Pius IV (1560–1565) mianował 46 kardynałów na czterech konsystorzach:

## 31 stycznia 1560
1. Giovanni Antonio Serbelloni, siostrzeniec papieża, biskup Foligno – kardynał prezbiter S. Giorgio in Velabro (tytuł nadany 14 lutego 1560), następnie kardynał prezbiter S. Maria degli Angeli (15 maja 1565), kardynał prezbiter S. Pietro in Vincoli (12 kwietnia 1570), kardynał prezbiter S. Clemente (9 czerwca 1570), kardynał prezbiter S. Angelo in Pescheria (3 lipca 1570), kardynał prezbiter S. Maria in Trastevere (31 lipca 1577), kardynał biskup Sabiny (9 lipca 1578), kardynał biskup Palestriny (5 października 1578), kardynał biskup Frascati (4 marca 1583), kardynał biskup Porto e S. Rufina (11 grudnia 1587), kardynał biskup Ostia e Velletri (2 marca 1589), zm. 18 marca 1591
2. Karol Boromeusz, siostrzeniec papieża – kardynał diakon Ss. Vito e Modesto (tytuł nadany 14 lutego 1560), następnie kardynał diakon Ss. Silvestro e Martino (4 września 1560), kardynał prezbiter Ss. Silvestro e Martino (4 czerwca 1563), kardynał prezbiter S. Prassede (17 listopada 1564), zm. 3 listopada 1584
3. Giovanni de’ Medici, syn księcia Florencji Kosmy I – kardynał diakon S. Maria in Domnica (tytuł nadany 26 kwietnia 1560), zm. 20 listopada 1562

## 26 lutego 1561
1. Girolamo Seripando OESA, arcybiskup Salerno – kardynał prezbiter S. Susanna (tytuł nadany 10 marca 1561), zm. 16 kwietnia 1563
2. Philibert Babou de la Bourdaisière, biskup Angoulême – kardynał prezbiter S. Sisto (tytuł nadany 10 marca 1561), następnie kardynał prezbiter Ss. Silvestro e Martino (17 listopada 1564), kardynał prezbiter S. Anastasia (14 maja 1568), zm. 25 stycznia 1570
3. Ludovico Simoneta, biskup Pesaro, datariusz papieski – kardynał prezbiter S. Ciriaco e Ss. Quirico e Giulitta (tytuł nadany 10 marca 1561), następnie kardynał prezbiter S. Anastasia (15 listopada 1566), zm. 30 kwietnia 1568
4. Mark Sitticus von Hohenems, siostrzeniec papieża, biskup elekt Cassano al Ionio – kardynał diakon Ss. XII Apostoli (tytuł nadany 10 marca 1561), następnie kardynał prezbiter Ss. XII Apostoli (30 lipca 1563), kardynał prezbiter S. Giorgio in Velabro (15 maja 1565), kardynał prezbiter S. Pietro in Vincoli (3 października 1578), kardynał prezbiter S. Clemente (17 sierpnia 1579), kardynał prezbiter S. Maria in Trastevere (5 grudnia 1580), zm. 15 lutego 1595
5. Francesco Gonzaga, protonotariusz apostolski – kardynał diakon S. Nicola in Carcere (tytuł nadany 10 marca 1561), następnie kardynał diakon S. Lorenzo in Lucina (6 lipca 1562), kardynał prezbiter S. Lorenzo in Lucina (1 marca 1564), zm. 6 stycznia 1566
6. Alfonso Gesualdo, protonotariusz apostolski – kardynał diakon S. Cecilia (tytuł nadany 10 marca 1561), następnie kardynał prezbiter S. Cecilia (22 października 1563), kardynał prezbiter S. Prisca (17 października 1572), kardynał prezbiter S. Anastasia (9 lipca 1578), kardynał prezbiter S. Pietro in Vincoli (17 sierpnia 1579), kardynał prezbiter S. Clemente (5 grudnia 1580), kardynał biskup Albano (4 marca 1583), kardynał biskup Frascati (11 grudnia 1587), kardynał biskup Porto e S. Rufina (2 marca 1589), kardynał biskup Ostia e Velletri (20 marca 1591), zm. 14 lutego 1603
7. Gianfrancesco Gambara, kleryk Kamery Apostolskiej – kardynał diakon Ss. Marcellino e Pietro (tytuł nadany 10 marca 1561), następnie kardynał prezbiter Ss. Marcellino e Pietro (1562?), kardynał prezbiter S. Pudenziana (17 listopada 1565), kardynał prezbiter S. Prisca (3 lipca 1570), kardynał prezbiter S. Anastasia (17 października 1572), kardynał prezbiter S. Clemente (9 lipca 1578), kardynał prezbiter S. Maria in Trastevere (17 sierpnia 1579), kardynał biskup Albano (5 grudnia 1580), kardynał biskup Palestriny (4 marca 1583), zm. 5 maja 1587
8. Marco Antonio Amulio, ambasador Wenecji – kardynał diakon S. Marcello (tytuł nadany 10 marca 1561), następnie kardynał prezbiter S. Marcello (17 marca 1561), zm. 17 marca 1572
9. Bernardo Salviati OSIoHieros, biskup Saint-Papoul, wielki przeor Rzymu, wielki jałmużnik królowej Francji – kardynał prezbiter S. Simeone Profeta (tytuł nadany 27 czerwca 1561), następnie kardynał prezbiter S. Prisca (15 maja 1566), zm. 6 maja 1568
10. Stanisław Hozjusz, biskup Warmii – kardynał prezbiter S. Lorenzo in Panisperna (tytuł nadany 8 sierpnia 1561), następnie kardynał prezbiter S. Pancrazio (31 sierpnia 1562), kardynał prezbiter S. Sabina (4 września 1565), kardynał prezbiter S. Teodoro (7 września 1565), kardynał prezbiter S. Prisca (10 lutego 1570), kardynał prezbiter S. Anastasia (9 czerwca 1570), kardynał prezbiter S. Clemente (3 lipca 1570), kardynał prezbiter S. Pietro in Vincoli (9 lipca 1578), kardynał prezbiter S. Maria in Trastevere (3 października 1578), zm. 5 sierpnia 1579
11. Pier Francesco Ferrero, biskup Vercelli – kardynał prezbiter S. Cesareo in Palatio (tytuł nadany 3 czerwca 1561), następnie kardynał prezbiter S. Agnese in Agone (10 listopada 1561), kardynał prezbiter S. Anastasia (7 października 1566), zm. 14 listopada 1566
12. Antoine Perrenot de Granvelle, biskup Arras – kardynał prezbiter S. Bartolomeo all'Isola (tytuł nadany 6 lipca 1562), następnie kardynał prezbiter S. Prisca (14 maja 1568), kardynał prezbiter S. Anastasia (10 lutego 1570), kardynał prezbiter S. Pietro in Vincoli (9 czerwca 1570), kardynał prezbiter S. Maria in Trastevere (9 lipca 1578), kardynał biskup Sabiny (3 października 1578), zm. 21 września 1586
13. Ludovico d’Este, syn księcia Ferrary Herkulesa I – kardynał diakon Ss. Nereo ed Achilleo (tytuł nadany 6 lipca 1562), następnie kardynał diakon S. Lucia in Silice (22 października 1563), kardynał diakon S. Angelo in Pescheria (31 lipca 1577), kardynał diakon S. Maria in Via Lata (19 grudnia 1583), zm. 30 grudnia 1586
14. Ludovico Madruzzo – kardynał diakon S. Callisto (tytuł nadany 3 czerwca 1561), następnie kardynał diakon S. Onofrio (4 maja 1562), kardynał prezbiter S. Onofrio (9 lutego 1569), kardynał prezbiter S. Anastasia (1 października 1586), kardynał prezbiter S. Lorenzo in Lucina (20 marca 1591), kardynał biskup Sabiny (18 sierpnia 1597), kardynał biskup Frascati (21 lutego 1600), zm. 20 kwietnia 1600
15. Innico d’Avalos d’Aragona OSIacobis – kardynał diakon S. Lucia in Silice (tytuł nadany 3 czerwca 1561), następnie kardynał diakon S. Adriano (30 lipca 1563), kardynał prezbiter S. Adriano (19 stycznia 1565), kardynał prezbiter S. Lorenzo in Lucina (3 marca 1567), kardynał biskup Sabiny (13 października 1586), kardynał biskup Frascati (2 marca 1589), kardynał biskup Porto e S. Rufina (20 marca 1591), zm. 20 lutego 1600
16. Francisco Pacheco de Toledo – kardynał diakon S. Susanna (tytuł nadany 14 lipca 1564), następnie kardynał prezbiter S. Pudenziana (7 lutego 1565), kardynał prezbiter S. Croce in Gerusalemme (17 listopada 1565), zm. 23 sierpnia 1579
17. Bernardo Navagero – kardynał diakon bez tytułu, następnie (2 czerwca 1561) kardynał prezbiter S. Nicola inter Imagines (tytuł nadany 3 czerwca 1561), kardynał prezbiter S. Pancrazio (6 lipca 1562), kardynał prezbiter S. Nicola inter Imagines (31 sierpnia 1562), kardynał prezbiter S. Susanna (7 lutego 1565), zm. 13 kwietnia 1565
18. Girolamo di Corregio – kardynał diakon bez tytułu, następnie (2 czerwca 1561) kardynał prezbiter S. Giovanni a Porta Latina (tytuł nadany 3 czerwca 1561), kardynał prezbiter S. Stefano al Monte Celio (5 maja 1562), kardynał prezbiter Ss. Silvestro e Martino (14 maja 1568), kardynał prezbiter S. Prisca (9 czerwca 1570), kardynał prezbiter S. Anastasia (3 lipca 1570), zm. 9 października 1572

Patriarcha Akwilei Giovanni Grimani został na tym konsystorzu mianowany in pectore, ponieważ jednak nominacji tej nigdy nie opublikowano, nie doszła ona do skutku.

## 6 stycznia 1563
1. Federico Gonzaga, brat księcia Mantui Wilhelma I – kardynał diakon S. Maria Nuova (tytuł nadany w marcu 1563), zm. 21 lutego 1565
2. Ferdinando de’ Medici, syn księcia Florencji Kosmy I – kardynał diakon S. Maria in Domnica (tytuł nadany 10 maja 1565), następnie kardynał diakon S. Eustachio (15 maja 1585), kardynał diakon S. Maria in Via Lata (7 stycznia 1587); zrezygnował z godności kardynalskiej 28 listopada 1588, zm. 22 lutego 1609

## 12 marca 1565
1. Annibale Bozzuti, arcybiskup Awinionu – kardynał prezbiter S. Silvestro in Capite (tytuł nadany 15 maja 1565), zm. 6 października 1565
2. Marco Antonio Colonna, arcybiskup Tarentu – kardynał prezbiter Ss. XII Apostoli (tytuł nadany 15 maja 1565), kardynał prezbiter S. Pietro in Vincoli (5 grudnia 1580), kardynał prezbiter S. Lorenzo in Lucina (13 października 1586), kardynał biskup Palestriny (11 maja 1587), zm. 14 marca 1597
3. Tolomeo Gallio, arcybiskup Manfredonii, główny sekretarz papieski – kardynał prezbiter S. Teodoro (tytuł nadany 15 maja 1565), następnie kardynał prezbiter S. Pancrazio (7 września 1565), kardynał prezbiter S. Agata in Suburra (14 maja 1568), kardynał prezbiter S. Maria del Popolo (20 kwietnia 1587), kardynał biskup Albano (11 grudnia 1587), kardynał biskup Sabiny (2 marca 1589), kardynał biskup Porto e S. Rufina (21 lutego 1600), kardynał biskup Ostia e Velletri (19 lutego 1603), zm. 3 lutego 1607
4. Angelo Nicolini, arcybiskup Pizy – kardynał prezbiter S. Callisto (tytuł nadany 15 maja 1565), zm. 15 sierpnia 1567
5. Luigi Pisani, biskup Padwy – kardynał prezbiter S. Vitale (tytuł nadany 8 lutego 1566), następnie kardynał prezbiter S. Marco (2 czerwca 1568), zm. 3 czerwca 1570
6. Prospero Santacroce, biskup Kisamos, nuncjusz we Francji – kardynał prezbiter S. Girolamo degli Schiavoni (tytuł nadany 8 lutego 1566), następnie kardynał prezbiter S. Maria degli Angeli (12 kwietnia 1570), kardynał prezbiter S. Adriano (5 maja 1574), kardynał prezbiter S. Clemente (4 marca 1583), kardynał biskup Albano (2 marca 1589), zm. 2 października 1589
7. Zaccaria Delfino, biskup Hvar, nuncjusz w Austrii – kardynał prezbiter S. Maria in Aquiro (tytuł nadany 7 września 1565), następnie kardynał prezbiter S. Stefano al Monte Celio (15 kwietnia 1578), kardynał prezbiter S. Anastasia (17 sierpnia 1579), zm. 19 grudnia 1583
8. Marcantonio Bobba, biskup Aosty – kardynał prezbiter S. Silvestro in Capite (tytuł nadany 8 lutego 1566), następnie kardynał prezbiter S. Marcello (2 czerwca 1572), zm. 18 marca 1575
9. Ugo Boncompagni, były biskup Viesti, prałat Sygnatury Łaski – kardynał prezbiter S. Sisto (tytuł nadany 15 maja 1565); od 13 maja 1572 papież Grzegorz XIII, zm. 10 kwietnia 1585
10. Alessandro Sforza, biskup Parmy, siostrzeniec Pawła III – kardynał prezbiter S. Maria in Via (tytuł nadany 15 maja 1565), zm. 16 maja 1581
11. Simone Pasqua, biskup Luni-Sarzana – kardynał prezbiter S. Sabina (tytuł nadany 15 maja 1565), następnie kardynał prezbiter S. Pancrazio (4 września 1565), zm. 4 września 1565
12. Flavio Orsini, biskup Muro, audytor Kamery Apostolskiej – kardynał prezbiter S. Giovanni a Porta Latina (tytuł nadany 15 maja 1565), następnie kardynał prezbiter Ss. Marcellino e Pietro (17 listopada 1565), kardynał prezbiter S. Prisca (9 lipca 1578), zm. 16 maja 1581
13. Carlo Visconti, biskup Ventimiglia – kardynał prezbiter Ss. Vito e Modesto (tytuł nadany 15 maja 1565), zm. 12 listopada 1565
14. Francesco Alciati, biskup Civita Castellana, datariusz papieski – kardynał diakon S. Lucia in Septisolio (tytuł nadany 15 maja 1565), następnie kardynał diakon S. Susanna (3 czerwca 1565), kardynał diakon S. Maria in Portico (13 maja 1569), kardynał prezbiter S. Maria in Portico (22 czerwca 1569), zm. 20 kwietnia 1580
15. Francesco Abbondio Castiglioni, biskup Bobbio – kardynał diakon bez tytułu, następnie (1565) kardynał prezbiter S. Nicola inter Imagines (tytuł nadany 8 lutego 1566), zm. 14 listopada 1568
16. Guido Luca Ferrero, biskup Vercelli, nuncjusz w Wenecji – kardynał diakon bez tytułu, następnie (1565) kardynał prezbiter S. Eufemia (tytuł nadany 8 lutego 1566), kardynał prezbiter Ss. Vito e Modesto (6 marca 1566), zm. 16 maja 1585
17. Alessandro Crivelli, biskup Cerenza e Cariati, nuncjusz w Hiszpanii – kardynał diakon bez tytułu, następnie (1565) kardynał prezbiter S. Giovanni a Porta Latina (tytuł nadany 8 lutego 1566), kardynał prezbiter S. Maria in Aracoeli (20 listopada 1570), zm. 22 grudnia 1574
18. Antoine de Créqui Canaples, biskup Amiens – kardynał diakon bez tytułu, następnie (1565) kardynał prezbiter S. Trifonio (tytuł nadany 13 marca 1566), zm. 20 czerwca 1574
19. Giovanni Francesco Commendone, biskup Zakyntos, nuncjusz w Polsce – kardynał diakon bez tytułu, następnie (1565) kardynał prezbiter S. Ciriaco e Ss. Quirico e Giulitta (tytuł nadany 15 listopada 1566), kardynał prezbiter S. Maria degli Angeli (5 lipca 1574), kardynał prezbiter S. Anastasia (9 stycznia 1584), kardynał prezbiter S. Marco (14 maja 1584), zm. 26 grudnia 1584
20. Benedetto Lomellini, kleryk Kamery Apostolskiej – kardynał diakon S. Maria in Aquiro (tytuł nadany 15 maja 1565), następnie kardynał prezbiter S. Sabina (7 września 1565), zm. 24 lipca 1579
21. Guglielmo Sirleto, protonotariusz apostolski – kardynał diakon S. Lorenzo in Panisperna (tytuł nadany 15 maja 1565), następnie kardynał prezbiter S. Lorenzo in Panisperna (26 października 1565), zm. 6 października 1585
22. Gabriele Paleotti, audytor Roty Rzymskiej – kardynał diakon Ss. Nereo ed Achilleo (tytuł nadany 15 maja 1565), następnie kardynał diakon Ss. Giovanni e Paolo (7 września 1565), kardynał prezbiter Ss. Giovanni e Paolo (30 stycznia 1566), kardynał prezbiter Ss. Silvestro e Martino (5 lipca 1572), kardynał prezbiter S. Lorenzo in Lucina (11 maja 1587), kardynał biskup Albano (8 listopada 1589), kardynał biskup Sabiny (20 marca 1591), zm. 23 lipca 1597
23. Francesco Crasso, audytor Roty Rzymskiej, gubernator Bolonii – kardynał diakon bez tytułu, następnie (26 października 1565) kardynał prezbiter S. Lucia in Septisolio (tytuł nadany 8 lutego 1566), kardynał prezbiter S. Eufemia (6 marca 1566), zm. 29 sierpnia 1566